# 若讷
若讷（法語：Josnes，法語發音：[ʒon]）是法国卢瓦-谢尔省的一个市镇，属于布卢瓦区。

## 地理
若讷（47°47'47"N, 1°31'28"E）面积20.63 平方千米，位于法国中央-卢瓦尔河谷大区卢瓦-谢尔省，该省份为法国中北部省份，北起厄尔-卢瓦省，东北接卢瓦雷省，东南接谢尔省，南至安德尔省，西南接安德尔-卢瓦尔省，西北接萨尔特省。
与若讷接壤的市镇（或旧市镇、城区）包括：克拉旺、塔韦尔、维洛尔索、孔克里耶、莱斯蒂乌、洛尔日、塞里。

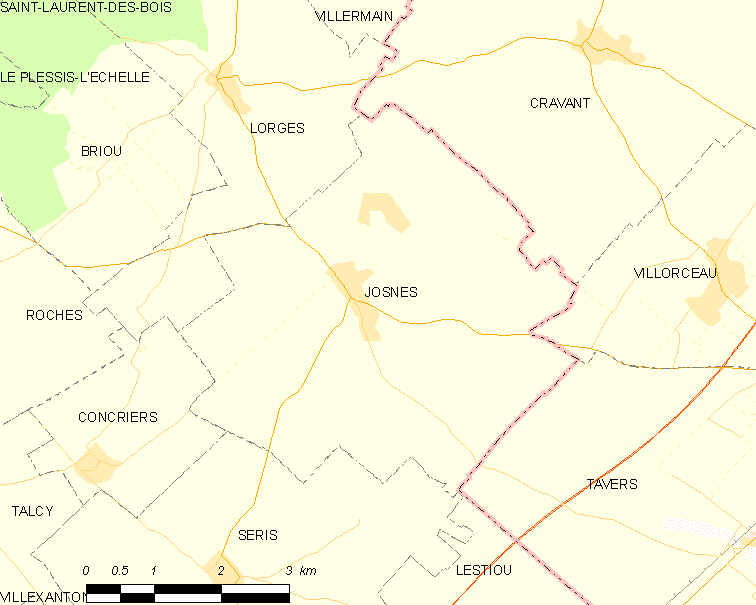
若讷的OSM定位图

若讷的时区为UTC+01:00、UTC+02:00（夏令时）。

## 行政
若讷的邮政编码为41370，INSEE市镇编码为41105。

## 政治
若讷所属的省级选区为拉博斯县。

## 人口

1962-2008年间若讷人口变化图示

若讷于2022年1月1日时的人口数量为862人。